# Windows Live Toolbar
Para la otra barra de herramientas de Microsoft parte de su línea de servicios Bing, Véase Bing Bar
Windows Live Toolbar era una barra de herramientas diseñada como parte de los servicios de Windows Live de Microsoft. Era el sucesor de MSN Search Toolbar. Incluye Windows Desktop Search, que se ejecuta en segundo plano y los índices de todos los archivos y mensajes de correo electrónico. Proporcionaba una interfaz simple.
Windows Live Toolbar también proporciona un relleno de forma y la interfaz a servicios de Windows Live y MSN. Barras de herramientas de búsqueda rivales incluyen la barra Google y la barra de Yahoo!.
La barra fue descontinuada.